# 326e régiment d'infanterie (France)
Le 326e régiment d'infanterie (326e RI) est un régiment d'infanterie de l'Armée de terre française constitué en 1914 avec les bataillons de réserve du 126e régiment d'infanterie.
A la mobilisation, chaque régiment d'active créé un régiment de réserve dont le numéro est le sien plus 200.

## Création et différentes dénominations
- 11 août 1914 à Brive : 326e Régiment d'Infanterie, (5e et 6e bataillons)
- 20 juin 1916 : Dissolution

## Chefs de corps
- 1914 : Lieutenant-Colonel Aimé Armand Muzard. Mort au combat le 31 août 1914 à Voncq

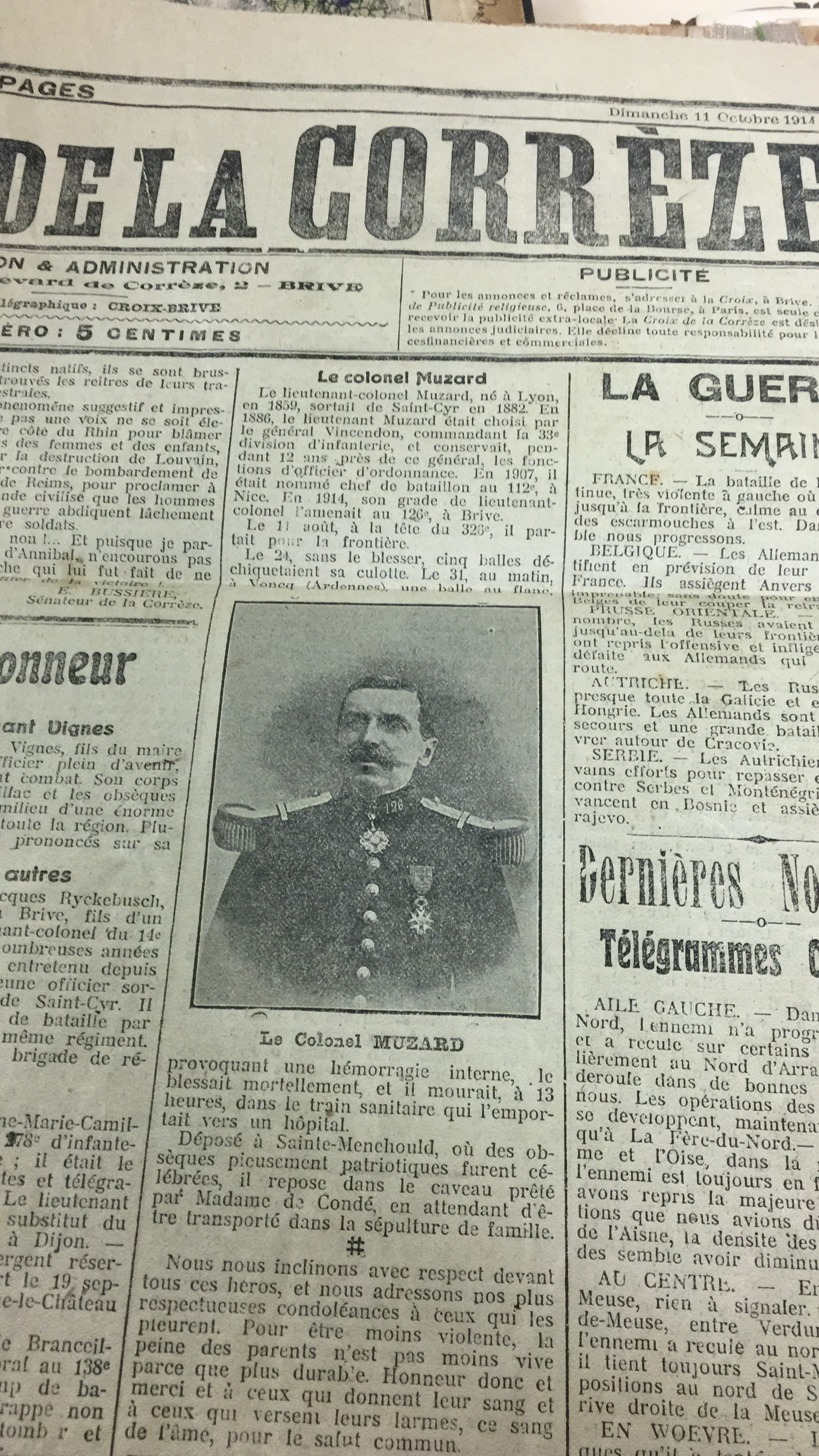
Article de journal parue le 11 octobre 1914

- Article de journal parue le 11 octobre 1914Capitaine Larrieu-Lieutenant-Colonel en 1915

## Historique des garnisons, combats et batailles

### Première Guerre mondiale

#### Affectations
- août 1914 - juin 1915 : réserve de corps d'armée au 12e corps d'armée (Limoges)
- juin 1915 - juin 1916 : 24e Division d'Infanterie

#### 1914
- 11 août : départ de la caserne Brune de Brive la gaillarde.
- 22 août : engagé dans l'offensive générale dans les Ardennes belges de la 4e armée française, en réserve pendant le combat devant Nevraumont.
- 23 août : retraite sur  Florenville
- 24 août : combat du Mont-Tilleul
- 28 août : combat de Yoncq
- 30-31 août : combat de Voncq et Vouziers
- 6 - 10 septembre : engagé dans la bataille de la Marne (bataille de Vitry), combat du Mont-Moret.
- 11 septembre : Poursuite de l'armée allemande.
- 17 septembre 1914 - 29 mars 1915 : occupation d'un secteur du front en Champagne, vers Saint-Hilaire-le-Grand.

#### 1915
- 4 avril - 14 juin : occupation de secteur en Lorraine

avril : occupation de secteur dans la région de Regniéville.
11 - 23 mai : occupation d'un secteur vers Fey-en-Haye et le bois d'Ailly
- 14 - 16 juin : le régiment reçoit l'ordre d'embarquer à Toul. Affecté à la 48e brigade avec le 300e régiment d'Infanterie (Tulle).  Transport par V.F. débarquement dans la région d'Amiens et d'Ailly-sur-Somme.
- 19 juillet : de Naours à Vacquerie-le-Boucq en automobile.
- 25 septembre : Troisième bataille d'Artois

#### 1916
- janvier : défense de Neuville-Saint-Vaast.
- 12 mars : le régiment quitte l'artois pour Verdun. Les britanniques les remplacent dans leurs tranchées.
- avril -20 juin : engagé dans la bataille de Verdun

certains de ses soldats sont enterrés à Bras sur Meuse, nécropole nationale .
avril : engagé au bois d'Haudremont, fort de Froideterre, fort de Saint-Michel.
mai : stationné dans la citadelle de Verdun, puis occupation à nouveau d'un secteur vers le fort de Froideterre et le fort de Saint-Michel.
- 20 juin 1916 : dissolution du régiment.

## Drapeau
Il porte, cousues en lettres d'or dans ses plis, les inscriptions suivantes :
- La Marne 1914
- Verdun 1916